# Kalifornia királya
A Kalifornia királya (King of California) egy 2007-es amerikai film Mike Cahill írásában és rendezésében. Főszereplői Michael Douglas és Evan Rachel Wood.
Premierjére a 2007-es Sundance Filmfesztiválon került sor január 24-én, észak-amerikai bemutatója ugyanezen év szeptember 14-én volt, korlátozott számú filmszínházban, míg Magyarországon december 13-ától volt látható.

## Szereplők
| Szereplő | Színész          | Magyar hang       |
| -------- | ---------------- | ----------------- |
| Charlie  | Michael Douglas  | Dörner György     |
| Miranda  | Evan Rachel Wood | Nemes Takách Kata |

## Történet
|  | Alább a cselekmény részletei következnek! |

Mirandát már tizenhat éves korára számos csalódás érte az életben. Édesanyja elhagyta, otthagyta az iskolát, a McDonald’s alkalmazottjaként tartja el magát, míg apja, Charlie egy mentális intézményben tengődik.
Mikor Charlie-t kiengedik és hazaküldik, Miranda relatíve békés léte, amit felépített magának, egy csapásra felborul. Apja megszállottan hiszi, hogy a spanyol felfedező, Juan Florismarte Garcés atya rég elveszett kincse valahol külvárosi házuk közelében van elásva. A fémdetektorral és egy zsák kincsvadász-könyvvel felszerelkezett férfi rövidesen arra a következtetésre jut, hogy amit keres, a helyi Costco áruház alatt rejlik, így arra biztatja Mirandát, vállaljon ott állást, hogy zárás után kiáshassák az aranyat.
A kezdetben szkeptikus lány hamar azon veszi észre magát, hogy teljesen beleéli magát Charlie kétséges hóbortjába, hogy egy utolsó esélyt adjon apjának álmai eléréséhez.